# Suministros básicos
Se consideran suministros básicos de una vivienda a los servicios esenciales que necesita una persona o núcleo familiar y son: el agua potable, la energía eléctrica y el gas.
Estos servicios son considerados indispensables para una vida normal y digna de las personas. Algunos países tienen una legislación que regula y protege el acceso de los ciudadanos a estos servicios considerados mínimos para sobrevivir. En ocasiones los gobiernos estatales o locales ofrecen ayudas para las familias más desfavorecidas económicamente y queda prohibido por ley el corte de suministro en invierno o ciertas situaciones de emergencia como puede ser durante un Estado de alarma, aunque se tenga deudas con la empresa suministradora.